# Todd (Familienname)
Todd ist ein englischer Familienname.

## Namensträger

### A
- Adrian Todd (* 1994), botswanischer Schwimmer
- Albert M. Todd (1850–1931), US-amerikanischer Politiker
- Alexander Robertus Todd (1907–1997), britischer Chemiker
- Amanda Todd (1996–2012), kanadische Schülerin, Stalkingopfer
- Andrew L. Todd (1872–1945), US-amerikanischer Politiker
- Andy Todd (Fußballspieler, 1974) (* 1974), englischer Fußballspieler
- Andy Todd (Fußballspieler, 1979) (* 1979), englischer Fußballspieler
- Andy Todd (Musiker) (* 1964), britischer Musiker
- Ann Todd (1907–1993), britische Schauspielerin
- Ann E. Todd (1931–2020), US-amerikanische Schauspielerin
- Anna Todd (* 1989), US-amerikanische Schriftstellerin
- Aundè Todd (* 2005), bermudischer Fußballspieler

### B
- Barbara Euphan Todd (1890–1976), britische Schriftstellerin
- Beverly Todd (* 1946), US-amerikanische Schauspielerin
- Bob Todd (1921–1992), britischer Schauspieler
- Bobby Todd (1904–1980), deutscher Schauspieler, Kabarettist und Drehbuchautor

### C
- Cameron Todd (* 1994), australischer Eishockeyspieler
- Cecilia Todd (* 1951), venezolanische Sängerin und Liedermacherin
- Charles Todd (Astronom) (1826–1910), britischer Kommunikationswissenschaftler und Astronom
- Charles Stewart Todd (1791–1871), US-amerikanischer Offizier und Politiker
- Chuck Todd (* 1972), US-amerikanischer Journalist und Fernsehmoderator
- Colin Todd (* 1948), englischer Fußballspieler

### D
- Daine Todd (* 1987), kanadischer Eishockeyspieler
- David Todd (Architekt) (1915–2008), US-amerikanischer Architekt
- David Peck Todd (1855–1939), US-amerikanischer Astronom
- Davey Todd (* 1995), britischer Motorradrennfahrer

### E
- E. Lilian Todd (1865–1937), US-amerikanische Erfinderin und Flugzeugkonstrukteurin
- Emmanuel Todd (* 1951), französischer Autor

### G
- Garfield Todd (1908–2002), rhodesischer und simbabwischer Politiker
- Gary Todd (* 1944), US-amerikanischer Jazzmusiker

### H
- Hallie Todd (* 1962), US-amerikanische Schauspielerin
- Harry Todd (1863–1935), US-amerikanischer Schauspieler
- Henry Alfred Todd (1854–1925), US-amerikanischer Romanist

### J
- James Henthorn Todd (1805–1869), irischer Bibelwissenschaftler und Historiker
- Janet Todd (* 1942), britische Literaturwissenschaftlerin und Hochschullehrerin
- Jasmine Todd (* 1993), US-amerikanische Sprinterin und Weitspringerin
- Jennifer Todd (Produzentin) (* 1969), US-amerikanische Film- und Fernsehproduzentin
- Jennifer Todd (Volleyballspielerin) (* 1985), US-amerikanische Volleyballspielerin
- John Todd (Mathematiker, 1911) (1911–2007), britischer Mathematiker
- John Todd (Mediziner) (1914–1987), britischer Psychiater
- John Todd (Biologe) (* 1939), kanadischer Biologe und Ökologe
- John Arthur Todd (1908–1994), britischer Mathematiker
- John Blair Smith Todd (1814–1872), US-amerikanischer Politiker

### K
- Kate Todd (* 1987), kanadische Schauspielerin
- Kendra Todd (* 1978), US-amerikanische Fernsehmoderatorin
- Kevin Todd (* 1968), kanadischer Eishockeyspieler

### L
- Lee Todd (* 1972), englischer Fußballspieler
- Lemuel Todd (1817–1891), US-amerikanischer Politiker
- Lola Todd (1904–1995), US-amerikanische Schauspielerin

### M
- Mabel Todd (Schauspielerin) (1907–1977), US-amerikanische Schauspielerin
- Mabel Elsworth Todd (1880–1956), Tanzpädagogin
- Mabel Loomis Todd (1856–1932), US-amerikanische Schriftstellerin und Herausgeberin
- Malcolm Todd (1939–2013), britischer Historiker und Archäologe
- Mark Todd (* 1956), neuseeländischer Reiter
- Matt Todd (* 1988), neuseeländischer Rugby-Union-Spieler
- Matty Todd (* 2001), schottischer Fußballtorwart
- Michael Todd (1909–1958), US-amerikanischer Filmproduzent
- Michael Jeremy Todd (* 1947), britischer Mathematiker

### N
- Nikki Todd (* 1990), kanadische Squashspielerin

### O
- Olga Taussky-Todd (1906–1995), österreichische Mathematikerin

### P
- Patricia Todd (Tennisspielerin) (1922–2015), US-amerikanische Tennisspielerin
- Patricia Todd (Politikerin) (* 1955), US-amerikanische Politikerin (Demokratische Partei)
- Paul Todd (Fußballspieler) (1920–2000), englischer Fußballspieler
- Paul Todd (Musiker), britischer Gitarrist
- Paul H. Todd (1921–2008), US-amerikanischer Politiker
- Peter Todd (* 1962), kanadischer Wirtschaftswissenschaftler
- Phil Todd (* 1956), britischer Jazzmusiker

### R
- Ralph Todd (1856–1932), britischer Maler
- Ric Todd (Damian Roderic Todd; * 1959), britischer Diplomat
- Richard Todd (1919–2009), britischer Schauspieler
- Robert Bentley Todd (1809–1860), irischer Physiologe und Pathologischer Anatom
- Roman Todd (* 1985), US-amerikanischer Pornodarsteller
- Ron Todd (1927–2005), britischer Gewerkschafter
- Russell Todd Goldberg (* 1958), US-amerikanischer Schauspieler

### S
- Sally Todd (* 1934), US-amerikanische Playmate und Schauspielerin
- Sam Todd (* 2003), englischer Squashspieler
- Sherman Todd (1904–1979), US-amerikanischer Filmeditor
- Sonia Todd (* 1959), australische Schauspielerin
- Steven Todd (* 1980), deutscher Bodybuilder
- Sugar Todd (* 1990), US-amerikanische Eisschnellläuferin
- Susan Todd (* 1960), US-amerikanische Filmproduzentin und Regisseurin
- Suzanne Todd (* 1960), US-amerikanische Produzentin

### T
- Thelma Todd (1906–1935), US-amerikanische Schauspielerin
- Thomas Todd (1765–1826), US-amerikanischer Jurist und Richter
- Tony Todd (1954–2024), US-amerikanischer Schauspieler

### W
- W. Russell Todd (1928–2023), US-amerikanischer Generalmajor
- Walter Edmond Clyde Todd (1874–1969), US-amerikanischer Ornithologe
- Will Todd (* 1970), britischer Komponist